# 堺市立北八下小学校
堺市立北八下小学校（さかいしりつきたやしもしょうがっこう）は、大阪府堺市北区にある公立小学校。大泉緑地のすぐそばに位置している。校区のマスコットキャラクターとして「やしモン」が活躍している。

## 沿革
1900年に当時の南河内郡北八下村の小学校・南河内郡北八下尋常小学校として創立し、1928年に現在地に移転した。
- 1900年5月30日 - 南河内郡北八下尋常小学校として創立。
- 1928年 - 現在地に移転。
- 1941年4月1日 - 国民学校令により、南河内郡北八下国民学校に改称。
- 1947年4月1日 - 学制改革により、北八下村立北八下小学校に改称。
- 1957年10月15日 - 北八下村の堺市への編入により、堺市立北八下小学校に改称。
- 1960年 - 松原市河合地区[1]を松原市立松原小学校の校区へ変更。

## 通学区域
- 堺市北区 南花田町（233-3･20から23及び235から275番地を除く[2]）、中村町、野遠町、八下北

卒業生は堺市立八下中学校に進学する。

## 著名な出身者
- 山田花子 - お笑いタレント

## 交通
- 近鉄南大阪線 布忍駅 南へ約1.8km。
- Osaka Metro御堂筋線 新金岡駅 東へ約2.5km。